# Aschach an der Steyr
Aschach an der Steyr ist eine Gemeinde mit 2273 Einwohnern (Stand 1. Jänner 2024) in Oberösterreich im Bezirk Steyr-Land im Traunviertel.

## Geografie
Aschach an der Steyr liegt zwischen Steyr und Enns. Der tiefste Punkt ist im Nordwesten an der Steyr und liegt 330 Meter über dem Meer. Der höchste Punkt ist die Hochhub, die auf 640 m liegt. Die Ausdehnung beträgt von Nord nach Süd 5,6 Kilometer, von West nach Ost 7,3 Kilometer. Die Gemeinde ist 22 Quadratkilometer groß. Davon werden 71 Prozent landwirtschaftlich genutzt, 18 Prozent sind bewaldet.

### Gemeindegliederung
Das Gemeindegebiet umfasst folgende vier Ortschaften (in Klammern Einwohnerzahl Stand 1. Jänner 2024):
- Aschach an der Steyr (1704)
- Haagen (139)
- Mitteregg (104)
- Saaß (326)

Die Gemeinde besteht aus den Katastralgemeinden Aschach an der Steyr und Mitteregg.
Die Gemeinde gehört zum Gerichtsbezirk Steyr.

### Nachbargemeinden
| Sierning               |                                             |         |
| Waldneukirchen         | Kompassrose, die auf Nachbargemeinden zeigt | Garsten |
| Steinbach an der Steyr | Ternberg                                    |         |

## Geschichte

### Ortsgeschichte
Laut einigen Quellen soll die Kirche in Aschach an der Steyr bereits 1108 gestiftet worden sein, als angeblich Otakar II. von Steyr Benediktiner von Stift Göttweig nach Aschach sandte. Nach heutigem Stand handelt es sich dabei um Rückdatierungen, die zwischen 1180 und 1240 erfolgten. Jedenfalls bestand Ende des 12. Jahrhunderts bereits eine Kirche in Aschach an der Steyr.
Rund 600 Jahre lang betreuten Benediktiner die Kirche. Um das Jahr 1500 entstand das heute bestehende Bauwerk. 1471 wurde der Chor errichtet, 1513 das Kirchenschiff. Im Jahr 1530 brannten das Kirchendach und der Turm, sodass das Geläute zerstört wurde. Die neuen Glocken wurden vom Stift Garsten gespendet. Die größte dieser Glocken hat die Inschrift Ave Maria gratia plena, 1537 und hängt noch heute im Turm.
Ursprünglich im Ostteil des Herzogtums Bayern liegend, gehörte der Ort seit dem 12. Jahrhundert zum Herzogtum Österreich. Seit 1490 wird er dem Fürstentum Österreich ob der Enns zugerechnet.
Während der Napoleonischen Kriege war der Ort mehrfach besetzt.
Seit 1918 gehört der Ort zum Bundesland Oberösterreich. Nach dem Anschluss Österreichs an das Deutsche Reich am 13. März 1938 gehörte der Ort zum Gau Oberdonau. Nach 1945 erfolgte die Wiederherstellung Oberösterreichs.

### Einwohnerentwicklung
1991 hatte die Gemeinde laut Volkszählung 1.817 Einwohner, 2001 dann 2.129 Einwohner. Da sowohl Geburtenbilanz als auch Wanderungsbilanz positiv blieben, nahm die Bevölkerungszahl weiter zu, auf 2.213 im Jahr 2011 und auf 2.312 im Jahr 2020.

## Kultur und Sehenswürdigkeiten

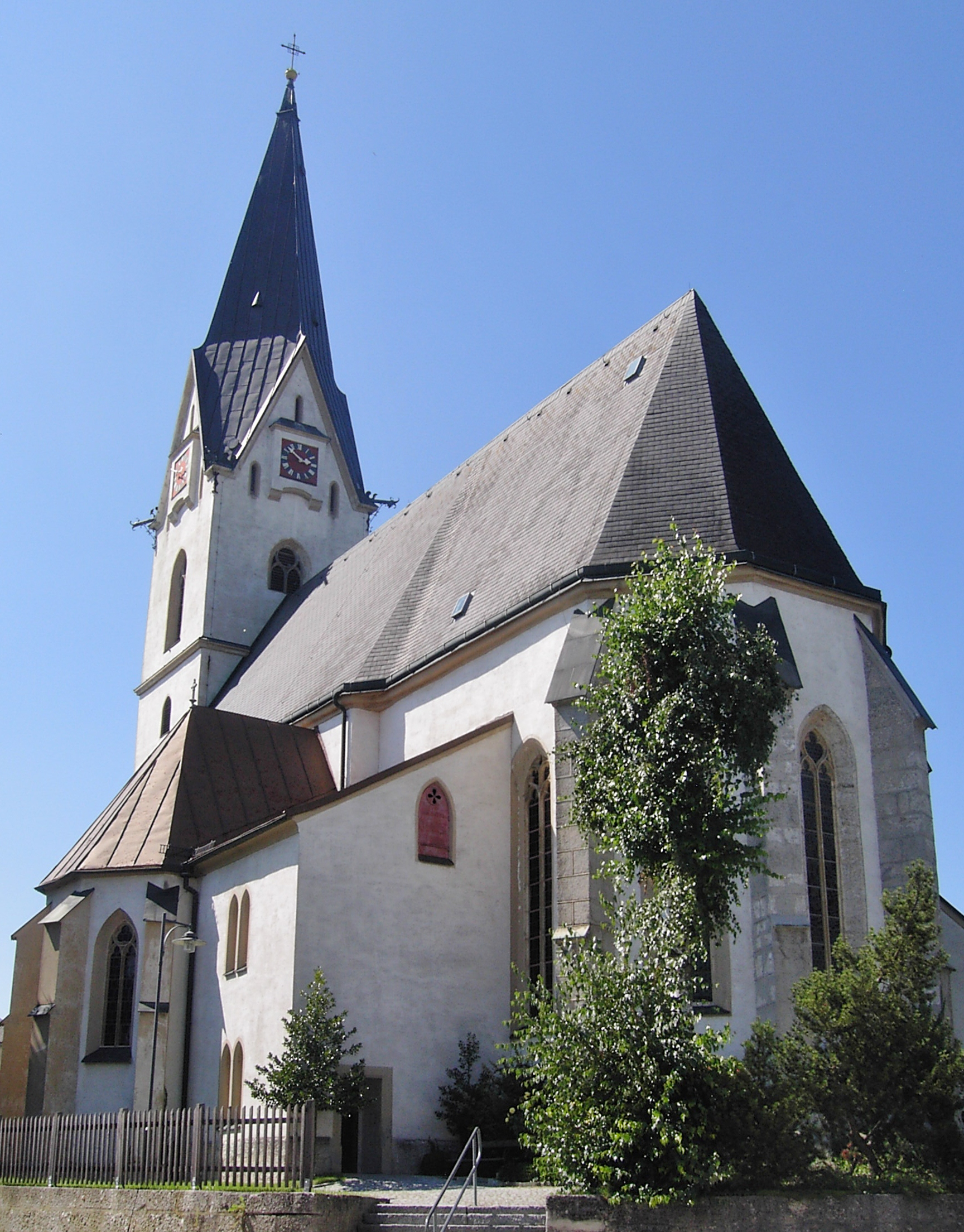
Pfarrkirche Aschach an der Steyr

- Katholische Pfarrkirche Aschach an der Steyr hl. Martin
- Bankerl in der Saaß, ein Naturdenkmal mit Blick auf die Bauernhäuser von Aschach

## Wirtschaft und Infrastruktur

### Wirtschaftssektoren
Von den 81 landwirtschaftlichen Betrieben des Jahres 2010 wurden 59 im Haupt- und 22 im Nebenerwerb geführt. Im Produktionssektor arbeiteten 49 Erwerbstätige im Bereich Warenherstellung, 14 in der Bauwirtschaft und zehn im Bergbau. Die wichtigsten Arbeitgeber im Dienstleistungssektor waren die Bereiche Handel mit 99 und die sozialen und öffentlichen Dienste mit 72 Erwerbstätigen.
| Wirtschaftssektor            | Anzahl Betriebe | Anzahl Betriebe | Erwerbstätige | Erwerbstätige |
| Wirtschaftssektor            | 2011            | 2001            | 2011          | 2001          |
| ---------------------------- | --------------- | --------------- | ------------- | ------------- |
| Land- und Forstwirtschaft 1) | 81              | 96              | 116           | 127           |
| Produktion                   | 21              | 14              | 73            | 136           |
| Dienstleistung               | 75              | 39              | 215           | 157           |

1) Betriebe mit Fläche in den Jahren 2010 und 1999

### Arbeitsmarkt, Pendeln
Im Jahr 2011 lebten 1140 Erwerbstätige in Aschach. Davon arbeiteten 239 in der Gemeinde, fast achtzig Prozent pendelten aus.

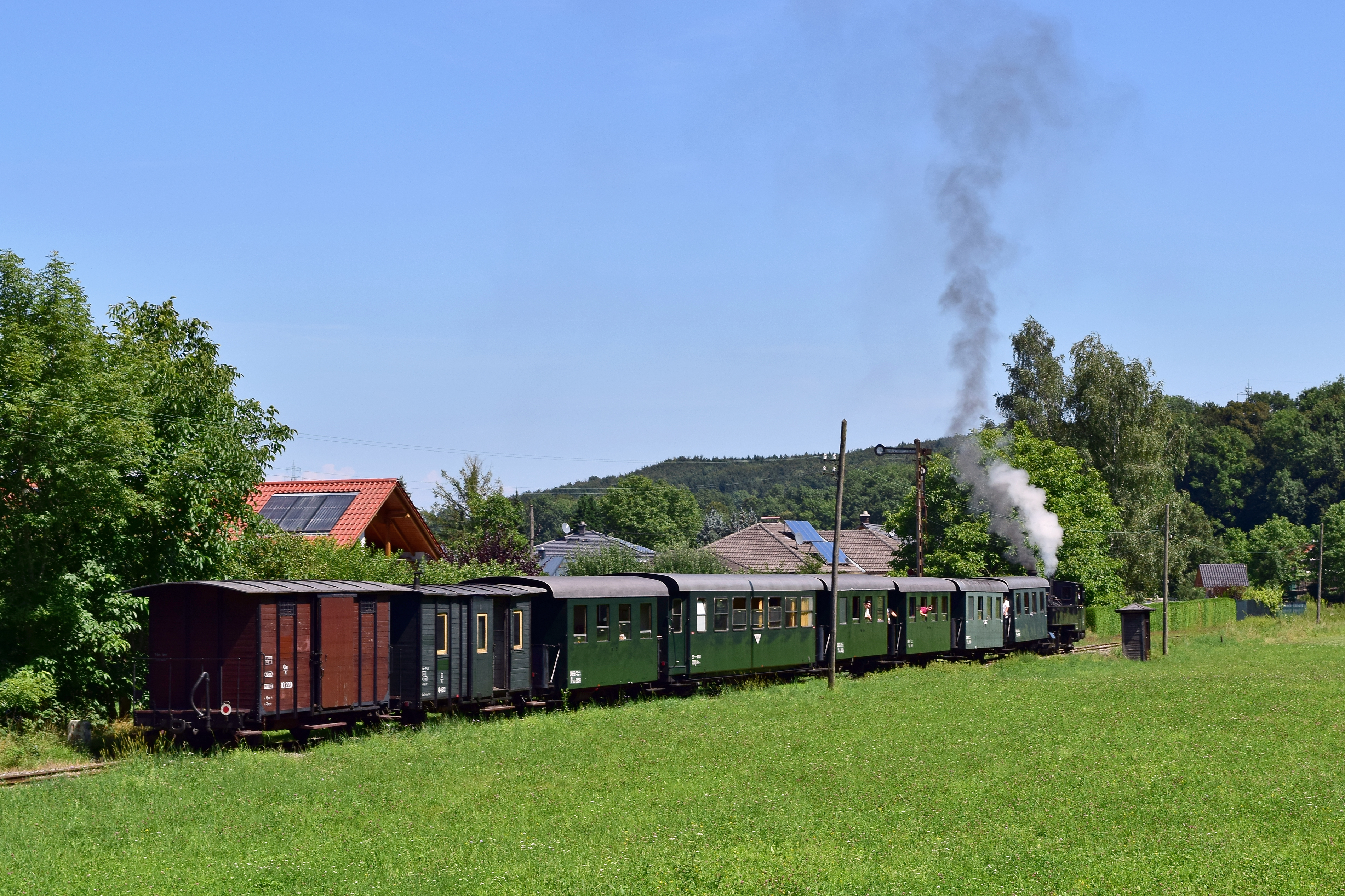
Steyrtalbahn bei Aschach

### Verkehr
- Steyrtalbahn: Die Steyrtalbahn ist eine Schmalspurbahn, die als Museumsbahn im Sommer an Wochenenden fährt (Stand 2020).[11]
- Rudolfsbahn: Der nächste Bahnhof ist Lahrndorf bei Garsten knapp außerhalb der Gemeindegrenze im Südosten.

### Sport
- Fußballverein FC Aschach
- Stockschützenverein
- Tischtennisverein
- Volleyballverein
- Funcourt
- Tennisclub

## Politik
Der Gemeinderat hat 25 Mitglieder.
- Mit den Gemeinderats- und Bürgermeisterwahlen in Oberösterreich 1997 hatte der Gemeinderat folgende Verteilung: 16 ÖVP, 6 SPÖ und 3 FPÖ.
- Mit den Gemeinderats- und Bürgermeisterwahlen in Oberösterreich 2003 hatte der Gemeinderat folgende Verteilung: 13 ÖVP, 7 SPÖ, 4 GRÜNE und 1 FPÖ.
- Mit den Gemeinderats- und Bürgermeisterwahlen in Oberösterreich 2009 hatte der Gemeinderat folgende Verteilung: 13 ÖVP, 6 SPÖ, 3 LAN, 2 GRÜNE und 1 FPÖ.
- Mit den Gemeinderats- und Bürgermeisterwahlen in Oberösterreich 2015 hatte der Gemeinderat folgende Verteilung: 13 ÖVP, 5 SPÖ, 4 FPÖ und 3 GRÜNE.
- Mit den Gemeinderats- und Bürgermeisterwahlen in Oberösterreich 2021 hat der Gemeinderat folgende Verteilung: 11 ÖVP, 8 SPÖ, 4 GRÜNE und 2 FPÖ.[12][13]

| Partei | 2015    | 2015    | 2009  | 2009    | 2003  | 2003    | 1997  | 1997    |
| Partei | Prozent | Mandate | %     | Mandate | %     | Mandate | %     | Mandate |
| ------ | ------- | ------- | ----- | ------- | ----- | ------- | ----- | ------- |
| ÖVP    | 49,23   | 13      | 49,21 | 13      | 47,49 | 13      | 62,20 | 16      |
| SPÖ    | 20,42   | 5       | 22,38 | 6       | 27,53 | 7       | 24,75 | 6       |
| FPÖ    | 16,79   | 4       | 6,64  | 1       | 7,00  | 1       | 13,05 | 3       |
| GRÜNE  | 13,57   | 3       | 9,86  | 2       | 17,98 | 4       |       |         |

### Bürgermeister
Bürgermeister seit 1850 waren:
- 1850–1862 Adam Edlinger
- 1862–1873 Michael Edlinger
- 1873–1882 Ignaz Öbner (Ebmer)
- 1882–1885 Georg Ebmer
- 1885–1888 Michael Edlinger
- 1888–1903 Josef Heimböck
- 1903–1919 Eduard Garstenauer
- 1919–1935 Karl Huber
- 1935–1942 Franz Garstenauer
- 1942–1945 Hermann Thanner
- 1945–1945 Josef Gumpenberger
- 1945–1947 Leopold Postlmayr
- 1947–1949 Franz Garstenauer
- 1949–1967 Karl Riedl
- 1967–1978 Florian Hundsberger
- 1978–1989 Wilhelm Siegl
- 1989–2000 Ernst Mayer
- 2000–2013 Karl Bogengruber (ÖVP)
- seit 2013 Hubert Kern (ÖVP)

### Bürgerservice
Für Bürger mit Hauptwohnsitz in Aschach an der Steyr bietet die Gemeinde E-Government-Dienste an mit denen Behördengänge vereinfacht werden können. Die Einwohner können direkt von zuhause Onlineformulare ausfüllen und einreichen. Das in Wien sitzende Unternehmen aforms stellte die verwendeten Formularlösungen her.

### Wappen
Blasonierung: In Blau über goldenem Dreiberg zwei aufrechte, zueinander gekehrte, silberne Hifthörner mit den Mundstücken nach unten, goldenen Beschlägen und silbernen Schnüren. Die Gemeindefarben sind Blau-Weiß-Grün.
Die drei Hügel symbolisieren Aschachs größten Berg die Hochhub.
Die beiden Hifthörner im Gemeindewappen und das Gasthaus „Kaiser in der Saaß“ erinnern an den 25. September 1732, als Kaiser Karl VI im Saaßer Forst an einer Jagd teilgenommen hat und 80 Hirsche erlegt wurden.

## Persönlichkeiten

### Ehrenbürger der Gemeinde
- 2016: Karl Bogengruber, Bürgermeister von Aschach an der Steyr 2000–2013[20]
- 2023: OMR Dr. Peter Mair, Gemeindearzt von Aschach an der Steyr bis 2022

### Söhne und Töchter der Gemeinde
- Eduard Straßmayr (1885–1960), Historiker und Archivar
- August Bachmayr (1918–1977), Abgeordneter zum Oberösterreichischen Landtag
- Karl Wohlhart (1928–2023), Ingenieurwissenschaftler und Hochschullehrer